# Тассар, Жан Пьер Антуан
Жан Пьер Антуан Тассар (фр. Jean-Pierre-Antoine Tassaert; 1727[…], Антверпен, Брабант — 21 января 1788[…], Берлин) — бельгийский скульптор, работавший в Париже и Берлине. Отец гравёра Жана Жозефа Франсуа Тассара (1765—1835), дед живописца Октава Тассара (1800—1874).

## Биография

### Антверпен и Париж
Жан Пьер Антуан Тассар родился в Антверпене, Австрийские Нидерланды (ныне — Бельгия), и был крещён там же 19 августа 1727 года. Он был племянником Жана-Пьера Тассара (1651—1725) и внуком Пьера Тассара, антверпенских живописцев. Обучался ремеслу скульптора в Антверпене и Лондоне. С 1744 жил в Париже, где продолжал обучение в мастерской Рене-Мишеля Слодца, члена династии скульпторов бельгийского происхождения, работавших при французском королевском дворе. После смерти Слодца, последовавшей в 1764 году, Тассар стал работать как самостоятельный скульптор.
В 1769 году Тассар стал утверждённым членом (agréé) французской Королевской академии художеств, что представляло собой первый уровень членства, но в дальнейшем так и не стал полноправным академиком. Несмотря на это, карьера Тассара развивалась успешно. Он часто выставлял свои работы на Парижском салоне. В основном это были небольшие мифологические и аллегорические скульптуры и скульптурные группы. Его работы нравились аристократии, а маркиза де Помпадур напрямую покровительствовала скульптору. Среди других влиятельных покровителей и заказчиков были генеральный контролер финансов аббат Жозеф Мари Терре (1715—1778) и русский дипломат, а затем президент Императорской Академии художеств граф Александр Сергеевич Строганов (1733—1811). В 1773 году Тассар стал придворным скульптором (sculpteur attitré) малого двора графа Прованского (много позже взошедшего на престол как король Людовик XVIII).

### Переезд в Берлин
Ещё в 1758 году Тассар женился на художнице-миниатюристке Мари-Эдме Моро (1736—1791). В этом браке родилось 8 детей. Несмотря на большое количество заказов, денег для содержания большой семьи не хватало, и Тассар обоснованно винил в этом слишком высокую конкуренцию среди скульпторов в Париже. По этой причине он решился на переезд. В июне 1775 года, проработав около 30 лет в Париже, Тассар переехал с семьей в Берлин. Здесь он стал третьим по счёту директором Королевской скульптурной мастерской, также называемой «Французской мастерской», потому что двумя предыдущими директорами были французы Франсуа Гаспар Адам (1710—1761) и Зигибер-Франсуа Мишель (1728—1811). Приказ о его назначении был подписан лично королем Пруссии Фридрихом Великим, которому скульптора порекомендовал французский учёный-энциклопедист Жан Лерон д’Аламбер (1717—1783), состоявший с королём в переписке. Тассар также заранее отправил королю некоторые из своих работ, чтобы продемонстрировать свои навыки. Одной из присланных им скульптур была статуя купающейся Венеры. Рассказывают, что скульптура так понравилась прусскому королю, что он долгое время не осмеливался вынуть её из коробки, опасаясь, что при этом она может быть повреждена.
Положение придворного скульптора короля, которое Тассар получил в Пруссии, гарантировало, помимо гонораров, стабильный оклад, оплачиваемых помощников, бесплатную мастерскую и жильё (отдельный дом) за казённый счёт.
Строительство дома и мастерской, обещанных королем, были завершено к 1779 году. Здесь Тассар работал в окружении учеников, самым известным из которых стал Иоганн Готфрид Шадов, позже сменивший своего учителя на посту прусского придворного скульптора.
Первыми крупными работами Тассара, выполненными в Берлине, были четыре мраморные статуи: Вакха, фавна и двух вакханок, сделанные для одного из новых парадных залов дворца Сан-Суси. В дополнение ко многим более мелким заказам для королевских дворцов, Тассар получил от короля заказ на изготовление статуй генерала Зейдлица и фельдмаршала Кейта для площади Вильгельмплац в Берлине (статуи были заменены на площади в 1857 году бронзовыми копиями, выполненными Августом Киссом; оригиналы можно увидеть в музее Боде). Вопреки традиции, Тассар изобразил любимца короля, военачальника-кавалериста генерала Зейдлица (прямого предка сталинградского Зейдлица) в его настоящей военной форме, а не в античных одеяниях, в которых принято было изображать полководца в то время. Это вызвало споры, поскольку некоторые сочли подобный подход недопустимым новаторством. Традиция создавать статуи военачальников в античных одеждах вместо настоящих в Европе окончательно ушла в прошлое только в 1830-е годы.
После смерти короля Фридриха Великого, последовавшей в 1786 году, его племянник и наследник, король Фридрих Вильгельм II поручил Тассару контролировать работу всех скульпторов и скульпторов-декораторов (барельефы, лепнина) в королевских дворцах, чтобы придать их действиям слаженность, а плодам их трудов — стилистическое единообразие. Параллельно, Тассар продолжал работать над собственными заказами. Последней работой скульптора стал проект гробницы графа фон дер Марка, которая в итоге была исполнена в иной манере его учеником Иоганном Готфридом Шадовым. Тассар умер в своём доме в Берлине 21 января 1788 года.
Из числа детей Тассара, Жан Жозеф Франсуа стал гравёром и работал в Париже, а Генриетта-Фелиситэ осталась в Германии, где работала в технике пастели. Сын Жана Жозефа Франсуа, Октав Тассар стал парижским жанровым живописцем.

## Галерея

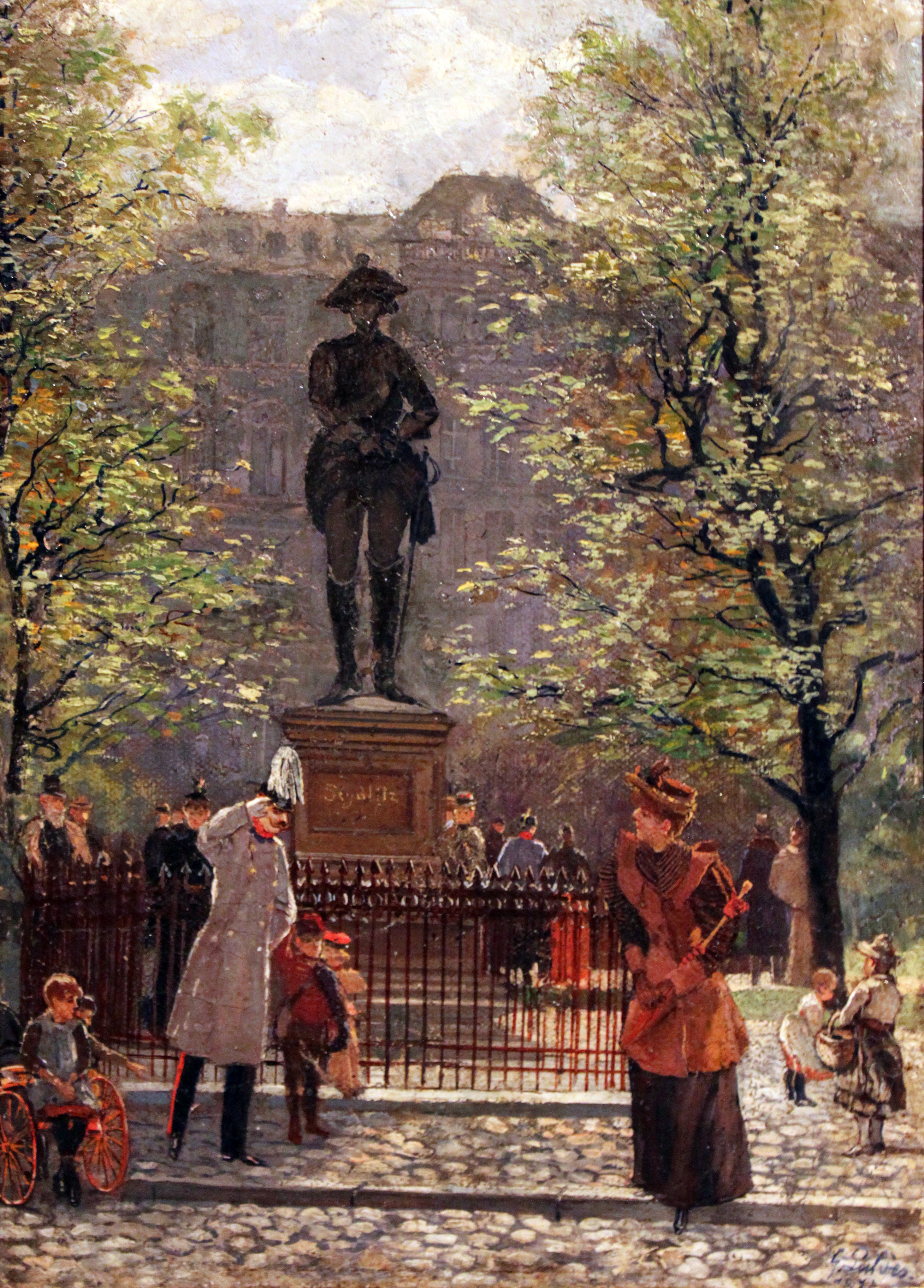
Памятник генералу фон Зейдлицу в Берлине в 1872 году на картине Жана Люльве. Бранденбургский музей, Берлин.
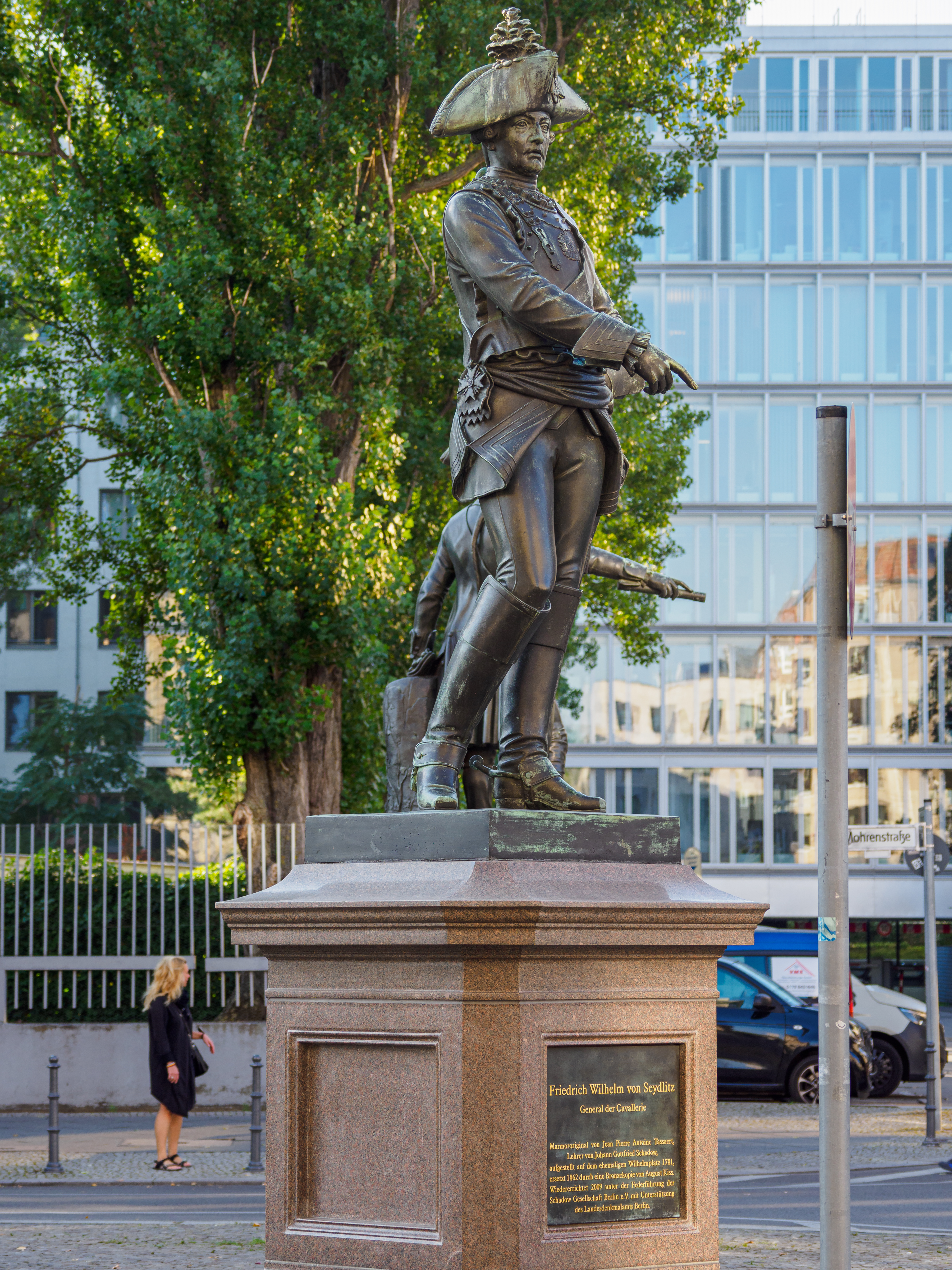
Памятник генералу фон Зейдлицу. Берлин, бронзовая копия, наши дни.
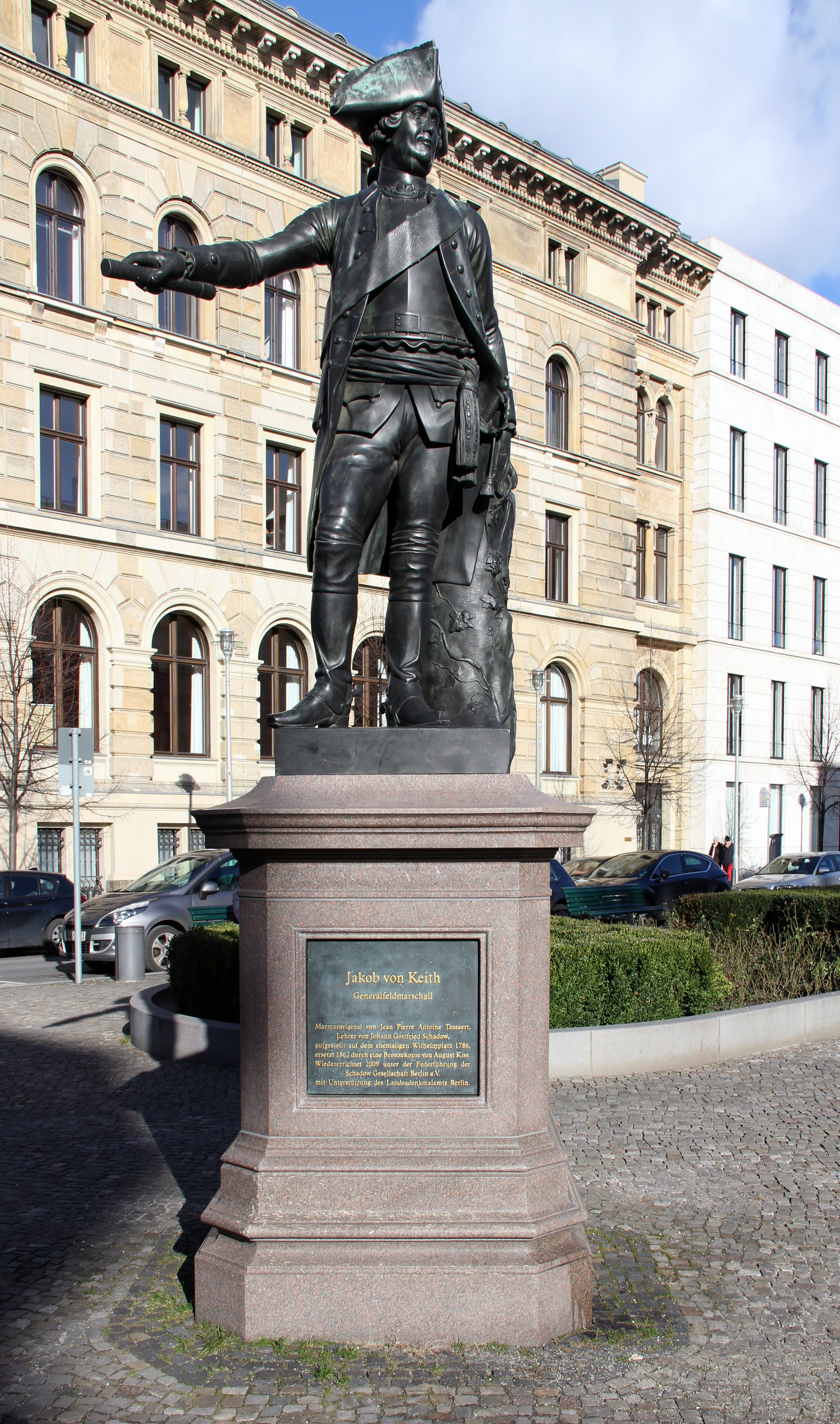
Памятник фельдмаршалу фон Кейту. Берлин, бронзовая копия, наши дни.
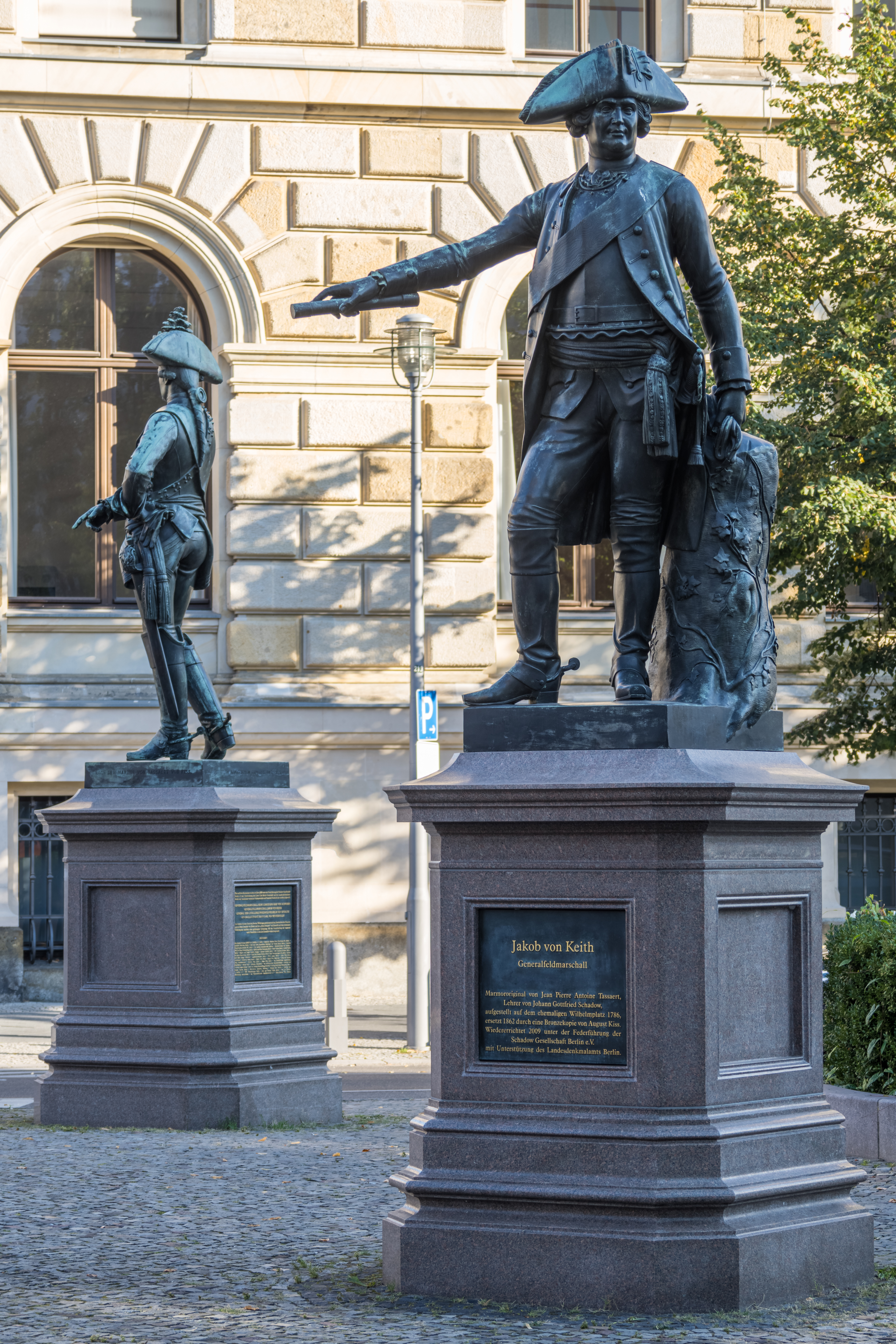
Общий вид на оба памятника.
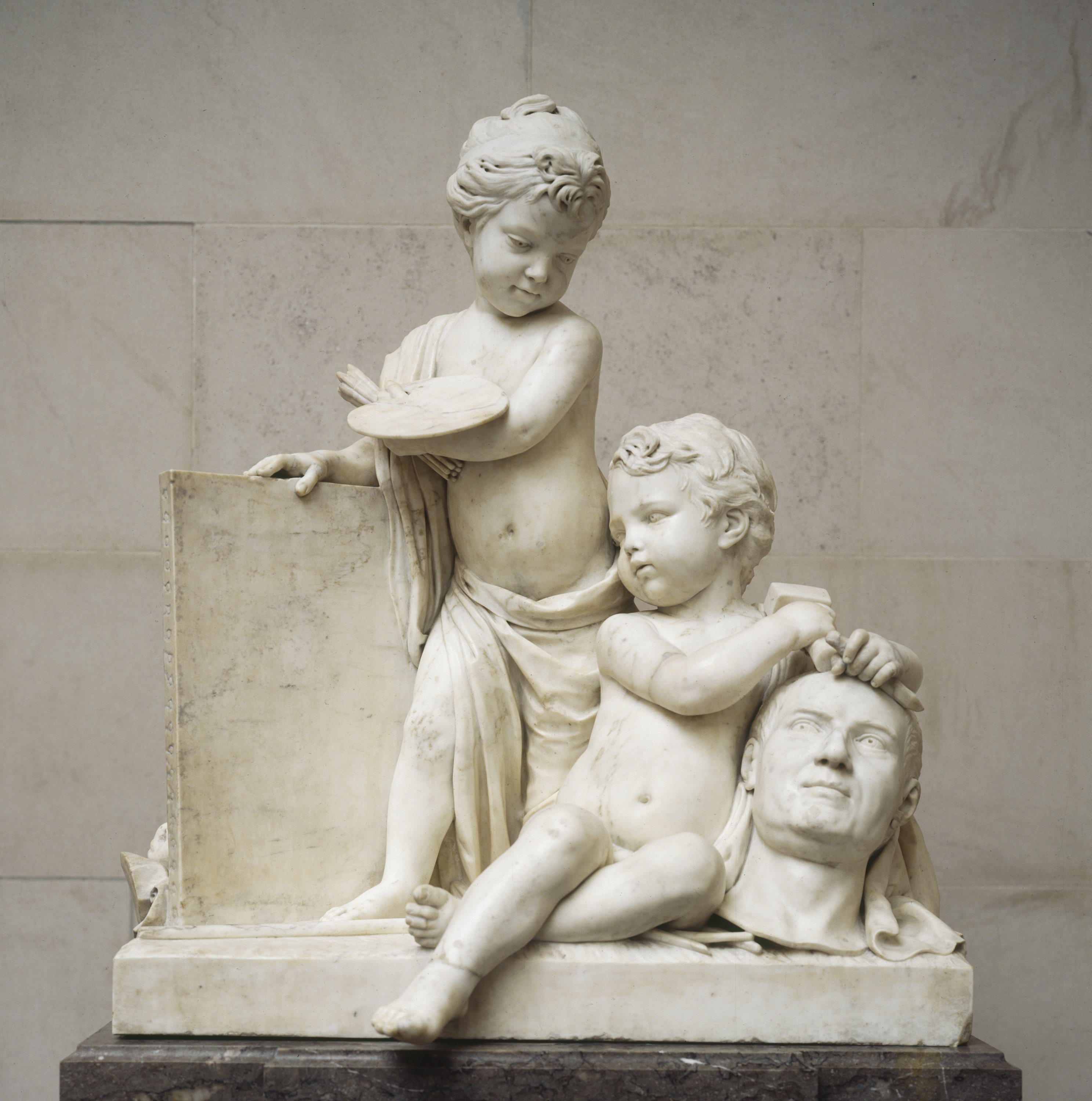
Аллегория живописи и скульптуры. Национальная галерея искусств, Вашингтон, округ Колумбия.
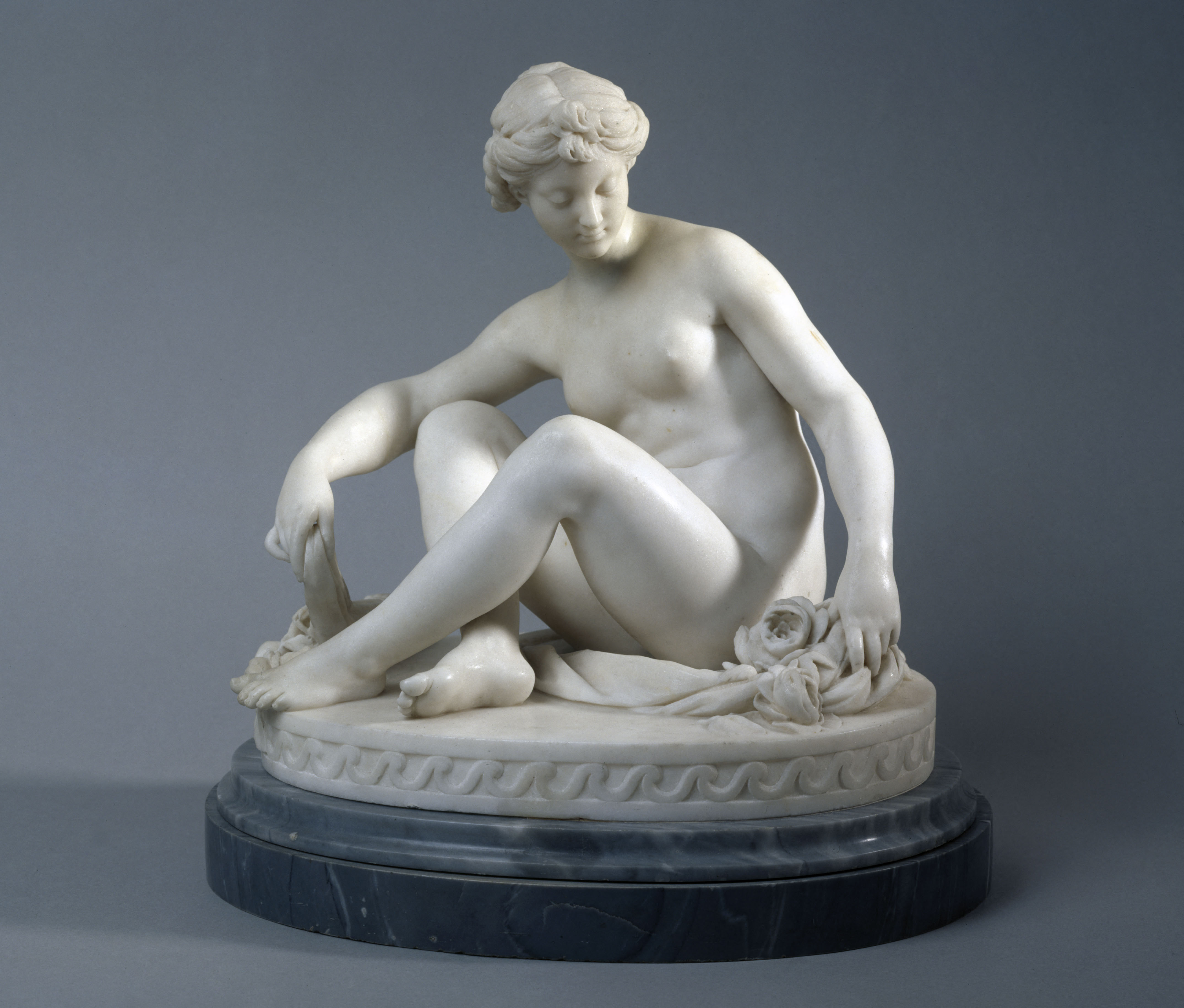
Венера (авторство приписывается). Музей Коньяк-Жэ, Париж.
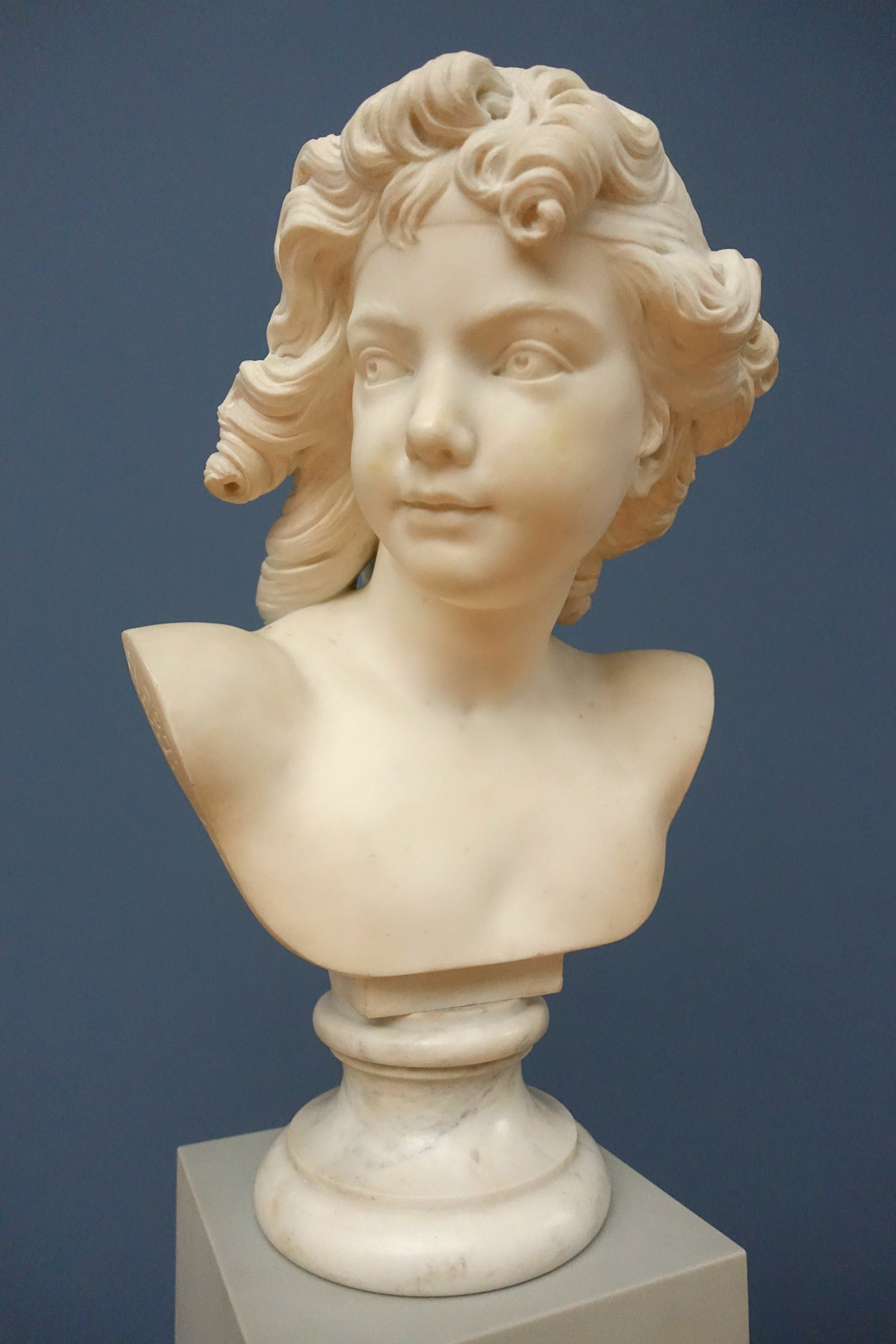
Голова купидона. Музей Боде, Берлин.
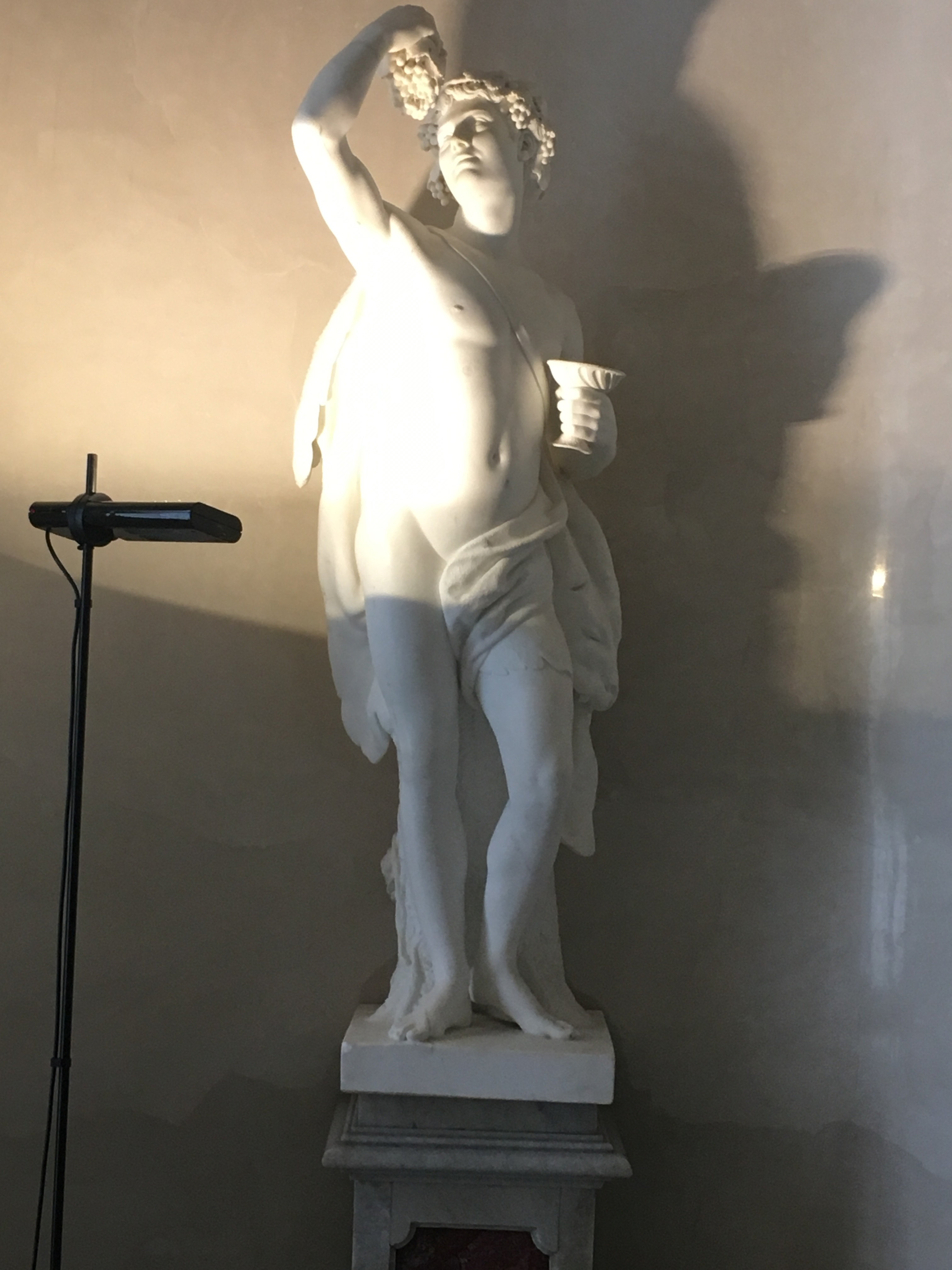
Дионис (Вакх). Павильон «Новые палаты», Сан-Суси, Потсдам.
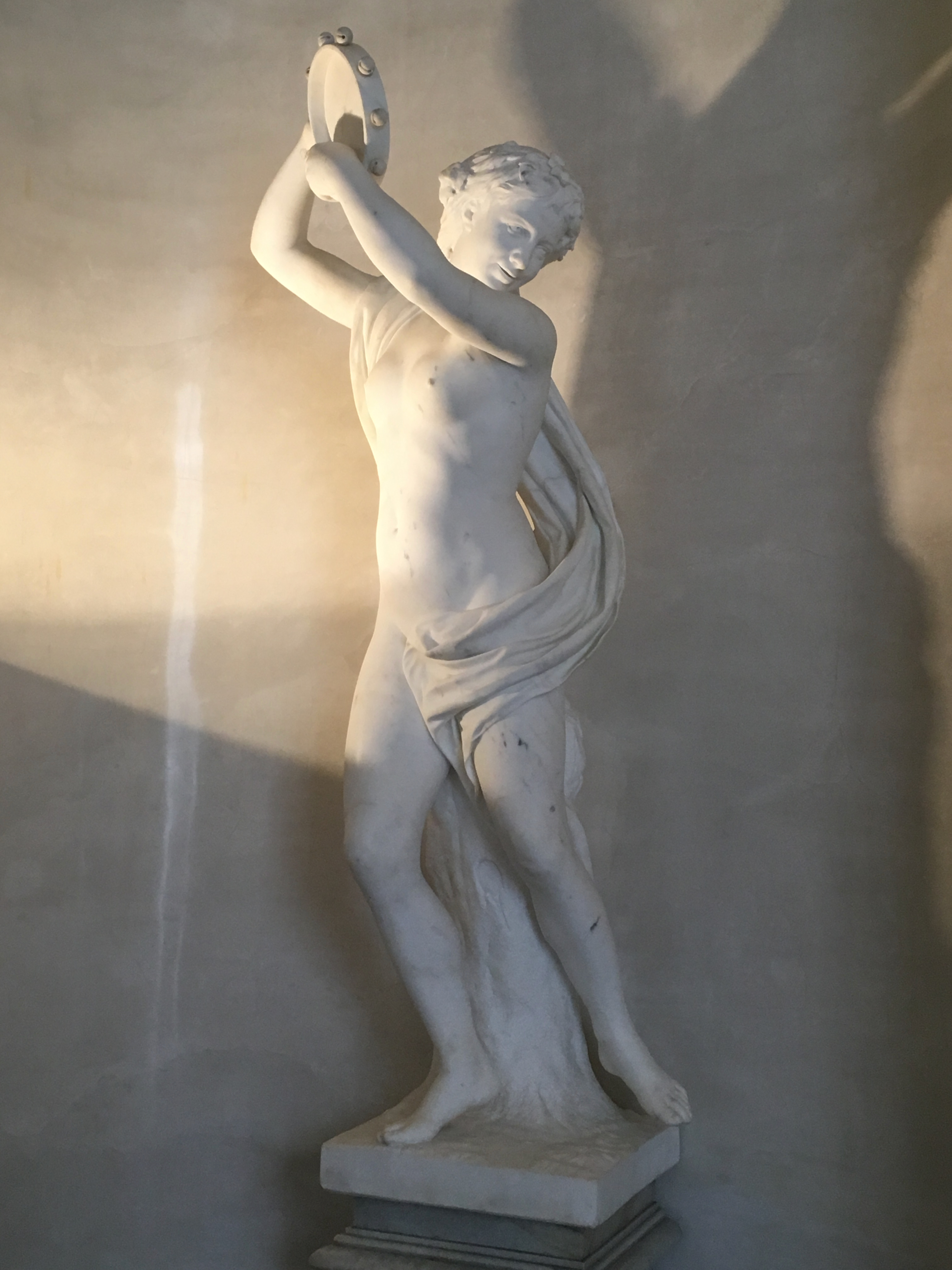
Вакханка с тамбурином. Сан-Суси.
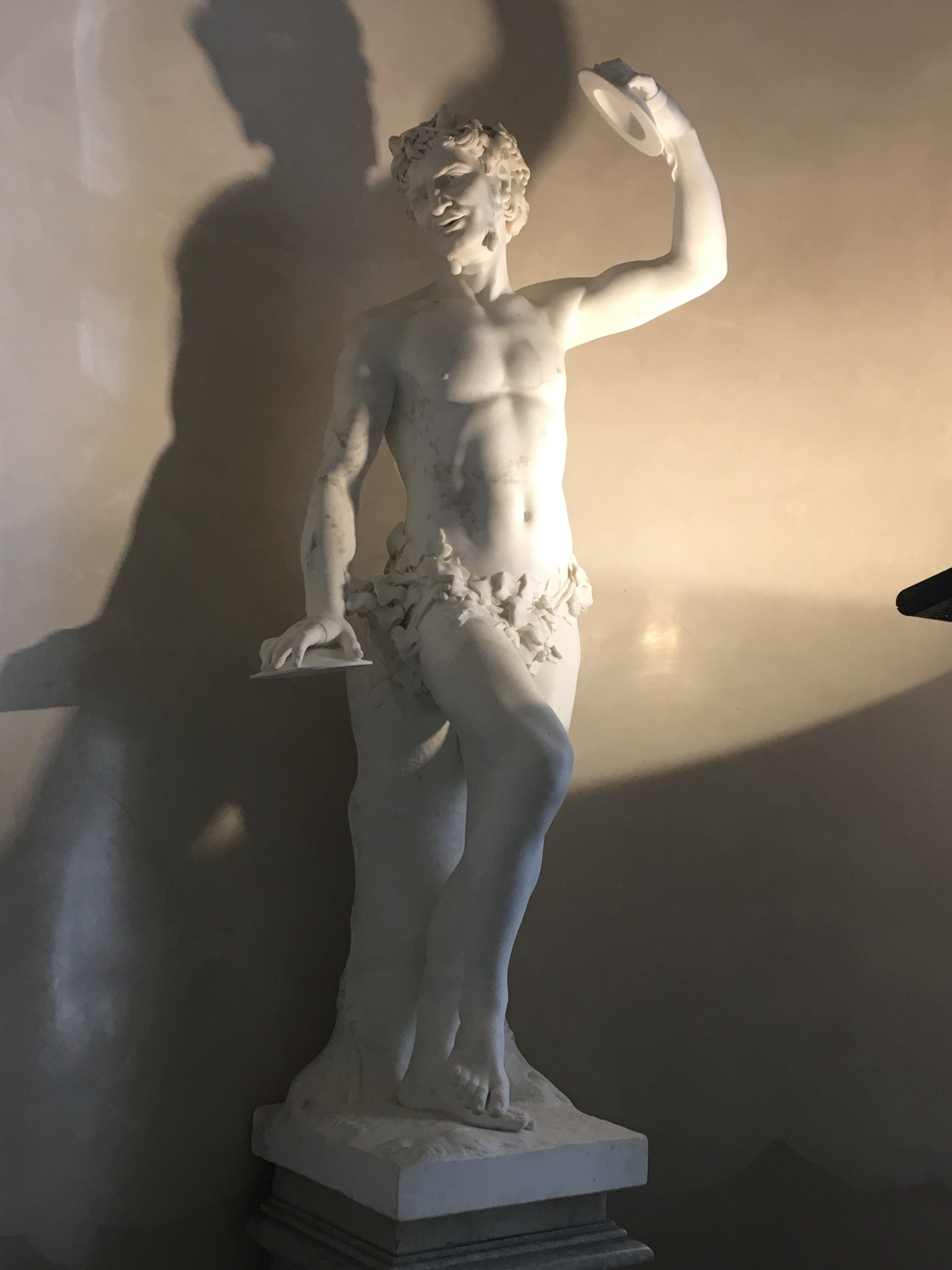
Фавн с кимвалами. Сан-Суси.